# Toma Baquéni
Toma Baquéni est un chef décorateur français.

## Filmographie (sélection)
- 2015 : Trois souvenirs de ma jeunesse d'Arnaud Desplechin
- 2016 : Polina, danser sa vie de Valérie Müller et Angelin Preljocaj
- 2016 : Rester vertical d'Alain Guiraudie
- 2017 : Une vie violente de Thierry de Peretti
- 2017 : Les Fantômes d'Ismaël d'Arnaud Desplechin
- 2019 : Atlantique de Mati Diop
- 2021 : After Blue (Paradis sale) de Bertrand Mandico
- 2022 : Frère et Sœur d'Arnaud Desplechin

## Nomination
- 41e cérémonie des César : César des meilleurs décors pour Trois souvenirs de ma jeunesse